# Фузайлов, Рахматулло Каюмович
Рахматулло́ Каю́мович Фуза́йлов (16 августа 1978, Душанбе) — таджикский и российский футболист, защитник, игрок сборной Таджикистана.

## Биография
Начало карьеры провёл в клубах Таджикистана и Узбекистана. В составе ферганского «Нефтчи» дважды завоевал серебряные медали чемпионата Узбекистана, становился владельцем Кубка.
С 2000 года играл в российских клубах: «Шинник» Ярославль (2000—2004), «Алания» Владикавказ (2005), «Лада» Тольятти (2006), «Носта» Новотроицк (2007).
Летом 2007 по семейным обстоятельствам вернулся в Таджикистан, где выступал за ЦСКА-Памир (Душанбе). В начале 2008 намеревался вновь вернуться в Россию. В марте подписал контракт с иркутской «Звездой», но уже в середине сезона окончательно вернулся в Таджикистан.
С 2008 года выступал за клубы «Энергетик», «Вахш», «Регар-ТадАЗ», «ЦСКА-Памир» в чемпионате Таджикистана. В сентябре 2012 года, играя на позиции защитника, забил 4 гола в матче против «Гвардии» (4:0).
Старшие братья Хаким и Хикмат — также футболисты и футбольные тренеры.

## Достижения
- Победитель первого дивизиона первенства России 2001.